# 阿依熱爾曼猜想
阿依熱爾曼猜想（Aizerman's conjecture）或阿依熱爾曼問題猜想（Aizerman problem）是非線性控制的猜想，認為一線性系統有非線性的回授，不過是在一個扇形的線性區間內，若線性系統在此扇形線性區間都穩定，則整個系統都會穩定。
阿依熱爾曼猜想在一維系統成立，在二維系統是全域穩定的充份必要條件，而針對維度大於3的情形，這個猜想已找到反證，不過後來因此推導出（有效的）非線性控制全域穩定性準則。

## 阿依熱爾曼猜想的數學描述
考慮一個系統，其中包括一個純量非線性的函數
{\displaystyle {\frac {dx}{dt}}=Px+qf(e),\quad e=r^{*}x\quad x\in \mathbb {R} ^{n},}
其中P是常數n×n矩陣、q和r是常數n維向量、∗ 是轉置算子、f(e)是純量函數，且 f(0)=0。假設非線性函數f是有扇型區間的上下限，也就是存在實數{\displaystyle k_{1}}及{\displaystyle k_{2}}，滿足{\displaystyle k_{1}<k_{2}}，且函數{\displaystyle f}滿足
{\displaystyle k_{1}<{\frac {f(e)}{e}}<k_{2},\quad \forall \;e\neq 0.}
阿依熱爾曼猜想就是指此系統在全域穩定（有唯一穩定點，而且是全域吸引子）若所有在f(e)=ke, k ∈(k1,k2)下的線性系統都是漸近穩定。
存在阿依熱爾曼猜想的反例，非線性函數在線性穩定的範圍內，且系統除了唯一的穩定平衡點外，還有穩定的週期解—隱蔽振盪。
卡爾曼猜想是強化版本的阿依熱爾曼猜想，在非線性回授的部份要求回授的微分需在線性穩定區間內，結果也存在反例。

## 延伸閱讀
- Atherton, D.P.; Siouris, G.M. . Systems, Man and Cybernetics, IEEE Transactions on. 1977, 7 (7): 567–568  [2008-06-30]. doi:10.1109/TSMC.1977.4309773. （原始内容存档于2019-07-13）.

## 外部連結
- (PDF).   [2019-04-04]. （原始内容存档 (PDF)于2016-03-04）.